# Rich Manning
Pour les articles homonymes, voir Manning.
Rich Manning, né le 23 juin 1970, à Tacoma, dans l'État de Washington, est un ancien joueur américain de basket-ball. Il évolue au poste de pivot. Son fils Matt est joueur de baseball.

## Palmarès
- First-team All-Pac-10 1993